# Micropsectra koreana
Micropsectra koreana е насекомо от разред Двукрили (Diptera), семейство Хирономидни (Chironomidae). Съществува ендемично в Южна Корея и няма подвидове.